# 变色沙蜥
变色沙蜥（学名：Phrynocephalus versicolor）为鬣蜥科沙蜥属的爬行动物。分布于哈萨克斯坦、吉尔吉斯斯坦、蒙古以及中国的新疆、宁夏、内蒙古等地，一般栖息于荒漠草原、干旱的荒漠、半荒漠及与干草原交界的边缘地区。该物种的模式产地在内蒙古阿拉善沙漠。
其种加词“versicolor”意为“变色的”。

## 保护
本种于2023年被收录入《有重要生态、科学、社会价值的陆生野生动物名录》。